# Étienne Robial
Étienne Robial (Ruan, 20 de noviembre de 1945) es un diseñador gráfico y editor francés. En la década de 1970 destacó por haber fundado la editorial de historietas Futuropolis y como maquetador de las revistas Métal hurlant y À suivre. A partir de los años 1980 se especializó en imagen corporativa: es el autor de la identidad gráfica de Canal+, de la que fue director creativo desde 1984 hasta 2009, y también ha trabajado para otras empresas como M6, Les Inrockuptibles y el Paris Saint-Germain.

## Biografía
Es licenciado en Bellas Artes por la Escuela Superior de Le Havre-Ruan en 1967, y también estudió grafismo en la Escuela de Artes y Oficios de Vevey. Antes de dar el salto al sector editorial, fue maquetador para la discográfica Barclay y la editorial Filipacchi. También mostró interés por la historieta a través de la publicación de fanzines como L'Enragé.
En 1971 se encargó de editar la primera colección de Le Concombre masqué, una historieta de Nikita Mandryka con prólogo de Jean-Pierre Dionnet que sentó las bases del cómic underground francés. Un año más tarde, Robial unió fuerzas con su pareja Florence Cestac para comprar la librería parisina Futuropolis, transformada en 1974 en una editorial de historieta alternativa y reediciones históricas. Además, se ocupó de la maquetación de dos revistas importantes de la historieta franco-belga: Métal hurlant (Les Humanoïdes, 1975-1987) y À suivre (Casterman, 1978-1997). El editor se mantuvo al frente de Futuropolis hasta 1993.
Con el paso del tiempo, Robial se especializó en imagen corporativa para televisión. En 1982 conoció a Pierre Lescure y Alain De Greef, dos redactores de la televisión pública que le encargaron la imagen de un nuevo programa cultural, Les Enfants du rock, para la que se inspiró en su etapa como maquetador de prensa. Ese mismo año fundó junto al director Mathias Ledoux un estudio de diseño especializado, On/Off Productions.
El trabajo más conocido de Robial en televisión es la identidad gráfica de Canal+, del que fue director artístico desde 1984 hasta 2009. Gracias a su amistad con Lescure había recibido el encargo para la imagen del primer canal de televisión de pago de Francia, cuyas emisiones comenzaron el 4 de noviembre de 1984. El concepto, definido por Le Monde como «simple y elegante», resultaba rompedor en su época al basarse en figuras geométricas, mientras que el logotipo era el nombre del canal en una versión de Futura sobre una elipse giratoria de colores. Este diseño se mantuvo con ligeros retoques hasta 1995, cuando el propio autor descartó la elipse por otro modelo basado en formas rectangulares y colores planos. Los diseños de Robial para Canal+ también han sido utilizados en sus versiones internacionales.
A raíz del éxito de Canal+, Robial recibió más encargos. En 1986 se ocupó de la identidad del canal cultural La Sept, y en 1987 asumió el reto de la imagen corporativa de M6, un nuevo canal privado francés en abierto para el que diseñó un concepto basado en la legibilidad, el equilibrio y la geometría. En los años 1990 asumió otros trabajos como el canal turco Show TV (1992-2002), el escudo del Paris Saint-Germain (1992-1996), la imagen de RTL9 (1995), el logotipo del Centro Nacional del Cine y de la revista Télérama. Después de abandonar Canal+ en 2009, Robial se ha ocupado de la maquetación de la revista cultural Les Inrockuptibles. de la nueva imagen del Festival Internacional de la Historieta de Angulema y del rediseño del diario L'Équipe.